# Campionato centramericano maschile di pallacanestro 1999
Il 16º Campionato dell'America Centrale e Caraibico Maschile di Pallacanestro FIBA (noto anche come FIBA Centrobasket 1999) si è svolto dal 4 maggio al 9 maggio 1999 a L'Avana a Cuba. Il torneo è stato vinto dalla nazionale cubana.
I FIBA Centrobasket sono una manifestazione contesa dalle squadre nazionali di Messico, Centro America e Caraibi, organizzata dalla CONCENCABA (Confederazione America Centrale e Caraibi), nell'ambito della FIBA Americas.

## Squadre partecipanti
- Belize
- Costa Rica
- Cuba
- Isole Vergini Americane
- Messico
- Panama
- Porto Rico
- Rep. Dominicana

## Classifica finale
| Pos | Squadra | V-P |
| --- | --- | --- |
|     | Cuba | 5-0 |
|     | Porto Rico | 4-1 |
|     | Rep. DominicanaBaker, Feliciano, Flores, Greer, Lenderborg, Martínez, Novas, Paniagua, Peterson, Ramírez, Vásquez, Western, All. Boyón Domínguez | 3-2 |
| 4   | Panama | 2-3 |
| 5   | Messico | 2-3 |
| 6   | Isole Vergini AmericaneAllick, Blyden, Brown, Charles, Isidore, Maduro, Rhymer, Richards, Trimmingham, Victor, White, All. Tevester Anderson     | 2-3 |
| 7   | BelizeCárcamo, Carter, Fuller, Garcia, Garnett, Jones, Leslie, Myvett, Palacio, Sanchez, Smith, Watson, All. David Greenwood                     | 1-4 |
| 8   | Costa RicaArguedas, Arias, Barker, Chavarría, Daley, Davis, Ferguson, Leandro, Martínez, McDougall, Samuels, Smith, All. Luis Blanco             | 1-4 |